# Škrda
Škrda je nenaseljeni otok u hrvatskom dijelu Jadranskog mora.
Njegova površina iznosi 2,05 km². Dužina obalne crte iznosi 7,177 km. Najviši vrh visok je 53 mnm.

## Vanjske poveznice
|  | Zajednički poslužitelj ima još gradiva o temi Škrda |